# Wygoda (rejon doliński)
Wygoda (ukr. Вигода) – osiedle typu miejskiego w rejonie dolińskim obwodu iwanofrankiwskiego. Liczy 1990 mieszkańców.
Od 1873 roku miejscowość jest ośrodkiem przemysłu drzewnego.
Znajduje tu się stacja kolejowa Wygoda oraz wąskotorowa kolej leśna w Wygodzie.

## Historia
Pod koniec XIX w. w miejscowości Wygoda, położonej koło Pacykowa na obszarze dworskim Wełdzirza w powiecie dolińskim znajdowały się: tartak parowy barona Poppera, fabryka resonansów, browar, młyn i karczma. Od 8 lipca 1883 r. działała lokalna kolej z Doliny do przewozu towarów.
W II Rzeczypospolitej miejscowość była siedzibą gminy wiejskiej Wygoda w powiecie dolińskim województwa stanisławowskiego. W 1921 roku w Wygodzie mieszkało 491 mieszkańców, w tym 242 Polaków, 111 Ukraińców, 89 Żydów i 47 Niemców.
W 1942 roku w Wygodzie istniało getto dla 200 miejscowych Żydów. W sierpniu 1942 Niemcy zlikwidowali getto przesiedlając 194 Żydów do Bolechowa; 6 osób zabito na miejscu.